# Германская мифология

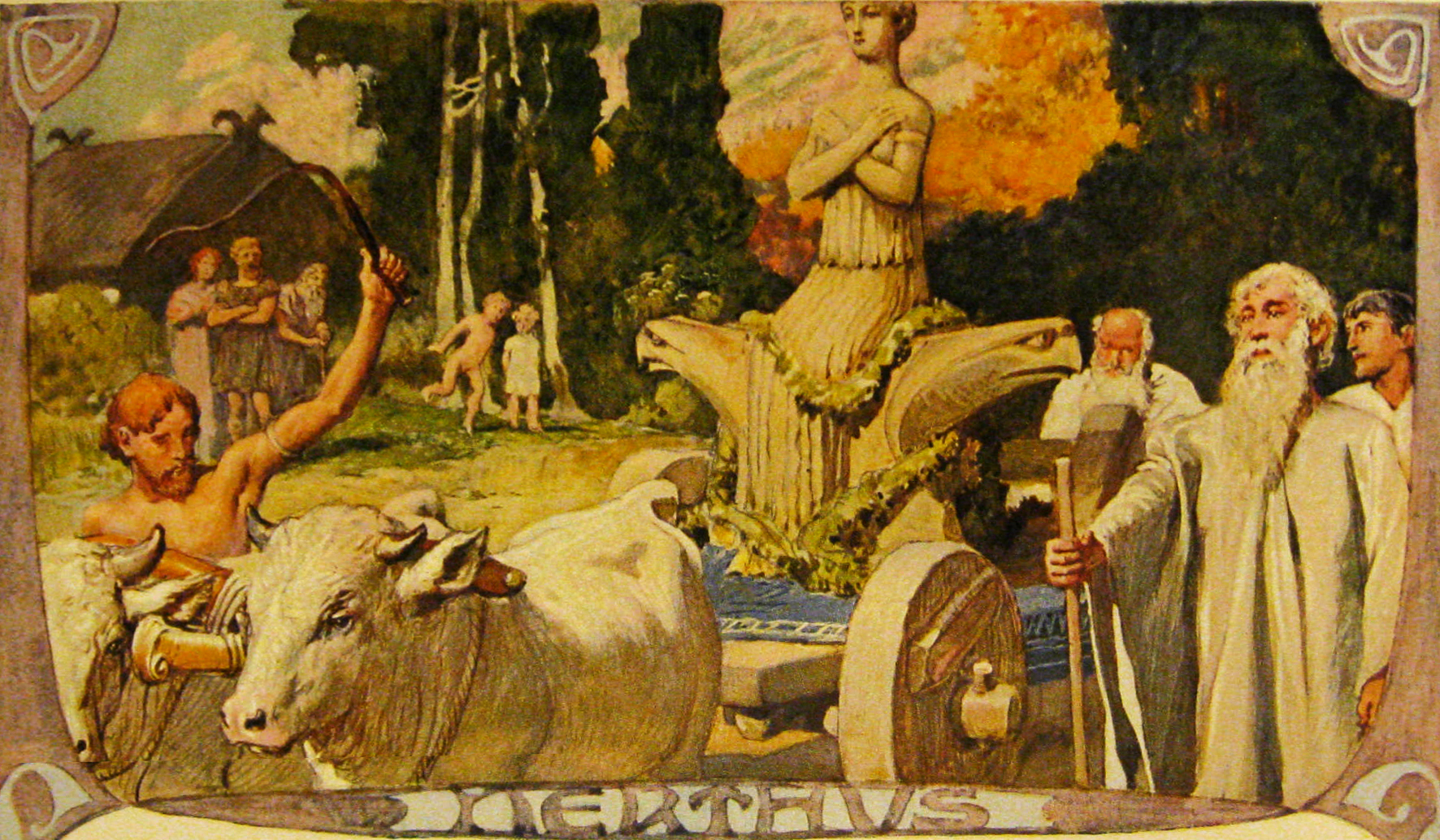
Нерта (1905). Картина Эмиля Дёплера изображает Нерту, раннюю германскую богиню

Германская мифология — мифология древних германцев, которая развилась в скандинавскую, англо-саксонскую и немецкую мифологии. Составная часть германского язычества.
Информация о мифологии древних германцев крайне отрывочна по причине относительно ранней и глубокой христианизации западногерманских племен. Сведений о скандинавской мифологии существенно больше благодаря более поздней христианизации Скандинавии и сохранению дохристианской культурной традиции в Исландии вплоть до Исландского возрождения в XIII века. Наиболее ценные сведения о мифологии и религии западных германцев содержатся в «Германии» Тацита I века н. э.
Тацит упоминал земнородного бога Туисто. Его имя понимается как «двойное (двуполое) существо», на основе чего исследователи сближают его со скандинавским Имиром и соотносят с древнегерманским культом близнецов у древних германцев Тацит сопоставил их с римскими Диоскурами. Туисто произвёл первого человека (Манн), а Манн породил родоначальников трёх племенных или культовых древнегерманских групп — ингевонов, герминонов и истевонов. Исследователи определённо устанавливают мифического предка ирминонов по имени Инг, которого упоминает англосаксонская руническая надпись. Предполагается, что упомянутый саксонским хронистом X века Видукиндом Корвейским бог Ирмин, связанный со столпом Ирминсуль в религии саксов, представлявшим собой культовый аналог мирового древа был мифическим предком герминонов. Ирмин сближается с саксонским Сакснотом и Тивасом-Тиу, скандинавским Тюром, по причине традиционных сопоставлений данных божеств с Марсом. Тацит писал, что германцы почитают таких персонажей как Меркурий, Марс, Геркулес и Исида. Речь шла, вероятно, об их германских соответствиях: Водан (соответствующий скандинавскому Одину), Тиу (скандинавский Тюр), Донар (скандинавский Тор) и, возможно, Фрейя или Фрия (скандинавская Фригг). По первым трём богам совпадают посвящённые им дней недели. Согласно Тациту, германскому Меркурию приносят человеческие жертвы, что согласуется со скандинавскими представлениями о культе Одина. Донар-Тор, как и Геркулес, в мифологии является героем, который защищает мир людей от чудовищ.
Опираясь на римские наименования германских и кельтских божеств и ряд других параллелей, Тиу, Водан и Донар-Тор сопоставляются с кельтскими божествами с именами Нуаду, Луг и Огма; Донар-Тор — с кельтским громовником Таранисом. Исходя из имени, Донар-Тор является типичным индоевропейским громовником, сопоставимым с таким персонажем, как индийский Индра. Тивас-Тиу-Тюр по этимологии имени и происхождению является соответствием индоевропейского *Dyēus. Согласно предложенной Жоржем Дюмезилем трёхчленной схеме социальных функций индоевропейских божеств, Тивас-Тиу первоначально осуществлял духовную и юридическую власть, Донар имел воинскую функцию; позднее Водан-Один, вначале хтоническое божество и покровитель воинских инициаций, стал высшим богом, по своим функциям вытеснив Тиваса-Тиу-Тюра. Это позволило Ф. Р. Зандеру и другим авторам сопоставить Водана и индийского Варуну. Третья по Дюмезилю функция плодородия и богатства, может быть отражена в информации Тацита о культе Нертус, вероятно, богини растительности, плодородия, и возможно, богиня земли. Нертус (Нерта) представляет собой точную женскую форму имени Ньёрда, скандинавского божества плодородия и морской стихии, на основании чего предполагается, что древние германцы почитали пару Ньёрд — Нерта, брата — сестру и мужа — жену, наподобие скандинавских Фрейи и Фрейра, детей Ньёрда; подобные пары были характерными для культов плодородия. По Тациту, группы, которые почитают Нертус, принадлежат к ингевонам, что соотносится со связью Ньерда и Фрейра, Ингви-Фрейра.
Ряд божеств упоминают древнейшие немецкие тексты, Мерзебургские заклинания, записанные в X веке и составленные в землях франков. Первое мерзебургское заклинание называет женских божеств — дисы, которые соответствуют скандинавским валькириям и норнам; Второе мерзебургское заклинание, на охромение коня — называет Водана в качестве главного носителя магической силы, Фрия (соответствует скандинавской Фригг) и её сестру Фоллу, а также baldr, но как апеллятив («господин»).
Немногочисленные сведения для реконструкции германской мифологии дают источники VI века по истории готов, написанные готским историком Иорданом и византийским историком Прокопием Кесарийским, франкские хроники Григория Турского VI века и Фредегара VII века, «История лангобардов» Павла Диакона VIII века, «Церковная история народа англов» Беды Достопочтенного VIII века. Павлом Диаконом была пересказана этнонимическая легенда о происхождении имени «лангобарды» («длиннобородые»), согласно которой Водан оказывает покровительство вандалам, а Фрия — винилам. Последняя сказала винилам устроить так, чтобы женщины винилов вышли перед битвой заранее и подвязав волосы, как бороды. Воданом была предсказана победа тех, кто раньше прибудет на поле боя, и винилы одержали победу. Близкий сюжет имеется в прозаическом введении к скандинавским «Речам Гримнира» в составе «Старшей Эдды», где повествуется, как Фригг погубила конунга Гейррёда, бывшего любимцем Одина. Она посоветовала задержать и подвергнуть пыткам странника Гримнира — Одина.
В на территории Южной Швеции и Юго-Восточной Норвегии известны наскальные изображения бронзового века, второй половины 2-го тысячелетия до н. э., предположительно культовых сцен и символов — кораблей, повозок, пахоты, культового танца и священного брака, солярных символов колеса, топоров, людей и животных, связанных, вероятно, с культом плодородия и культом мёртвых; антропоморфная фигурка с топором сопоставляется с Тором, а земледельческая тематика — с ванами, предположительно, также с Бальдром. Ряд скандинавских учёных, особенно А. Ольрик, предполагают, что скандинавская религия эпохи бронзы получила отражение в верованиях скандинавских саамов, которые были описаны еще в XVII веке: Громовой старик Goragalles, как считалось, из Tore Karl, Toр-человек, которому жертвовались миниатюрные молоты, сопоставляется с Тором, Небесный человек Varalde Olmai — божество плодородия и солнца, имевшее фаллические черты (его имя ) — с Фрейром, Буревой (ветряной) старик Bickagalles, которому делались подношения в виде миниатюрных чёлнов — с Ньёрдом, в частности, богом морской стихии. Персонажа более низкого ранга — бога мертвых и бога болезней Ruttu (Rota) А. Ольрик сопоставлял с Одином. Северогерманский хронист Адам Бременский в XI веке писал о языческом культовом центре в Упсале в Швеции. В его середине помещался священный тис. Там особенно почитался Фрейр, культ которого имел фаллический характер. Топонимические источники отражают культы таких богов, как Тор, Тюр, Один, Улль и др.; нет топонимических следов культа Локи, который играл существенную роль в скандинавских мифах.
Систематический материал, отражающий целостную мифологическую систему (преимущественно как поэтическую эддическую мифологию), из традиций, производных от германской мифологии, имеется только по скандинавской мифологии последних веков перед принятием скандинавами христианства. Скандинавская мифология отражена в основном в исландских литературных текстах, созданных в раннехристианский период. К числу основных источников по скандинавской мифологии принадлежат поэтическая «Старшая Эдда», представляющая собой собрание мифологических и героических «песен», известное в исландской рукописи второй половины XIII века, (Codex Regius 2365), а также прозаическая «Младшая Эдда» — учебнное пособие по поэтическому искусству скальдов, которое также в XIII веке составил исландец Снорри Стурлусон. «Младшая Эдда» включает образцы скальдической поэзии, начиная с IX века, расшифровки скальдических мифологических иносказаний (кеннингов), а также обзор мифологии. В некоторой мере мифологию отражает составленная Снорри историческая хроника «Круг земной». Это сочинение повествует о легендарной истории норвежских и ряда шведских конунгов, вклбчая сагу об Инглингах. Около 1000 года была осуществлена христианизация Исландии, и Снорри интерпретировал языческую мифологию частично как историческую аллегорию. Примерно в одно время со Снорри датский хронист Саксон Грамматик составил «Деяния данов», где дан ряд мифологических сюжетов, а боги заменены на королей и героев.
К числу персонажей скандинавской низшей мифологии относятся альвы, природные духи, противопоставляемые богам асам, германской низшей мифологии — эльфы (восходят к альвам), вервольфы, персонажи (призраки и злые духи) дикой охоты, рюбецаль (горный дух), хольда (рождественский персонаж) и др.
Германские народы были обращены в христианство в разные периоды: многие готы крестились в IV веке, англы в VI-VII веках, саксы под влиянием франкского оружия в конце VIII века, даны под немецким давлением в течение X века. Дольше всего языческая религия продержалась в самых северных германских землях, Исландии, Норвегии и Швеции.